# Soliva sessilis
Soliva sessilis é uma espécie de planta com flor pertencente à família Asteraceae. 
A autoridade científica da espécie é Ruiz & Pav., tendo sido publicada em Florae Peruvianae, et Chilensis Prodromus 113, pl. 24. 1794.

## Portugal
Trata-se de uma espécie presente no território português, nomeadamente em Portugal Continental e no Arquipélago dos Açores.
Em termos de naturalidade é introduzida nas duas regiões atrás indicadas.

## Protecção
Não se encontra protegida por legislação portuguesa ou da Comunidade Europeia.